# Oscar Masotta
 (juin 2023).
Si vous disposez d'ouvrages ou d'articles de référence ou si vous connaissez des sites web de qualité traitant du thème abordé ici, merci de compléter l'article en donnant les références utiles à sa vérifiabilité et en les liant à la section « Notes et références ».
Oscar Masotta (en espagnol : Óscar Masotta), né le 8 janvier 1930 à Buenos Aires (Argentine) et mort le 13 septembre 1979 à Barcelone (Espagne), est un essayiste, artiste, enseignant, sémioticien, critique d'art et psychanalyste argentin.
Il était associé à l'Institut Torcuato di Tella. Il a traduit les œuvres de Jacques Lacan en espagnol et introduit sa philosophie psychanalytique en Amérique latine.

## Carrière
Au cours des années 1960, Oscar Masotta est lié à l'avant-garde artistique de l'Institut Torcuato di Tella. Bien que certains de ses travaux sur le lacanisme aient commencé avant les années 1960, au cours de la première moitié de la décennie, il s'est presque exclusivement consacré à la poursuite de la psychanalyse lacanienne.
En 1974, en recherche de perspectives plus favorables que ce qui était présent en Argentine, Oscar Masotta visite Londres. C'est là qu'il décide de s'installer à Barcelone, où il se radicalise, et où il meurt le 13 septembre 1979, à l'âge de 49 ans.

### Années 1950
Oscar Masotta fait partie de la génération marquée par la Révolution libératrice (Revolución Libertadora) du 16 septembre 1955. Les intellectuels de cette époque discutaient du marxisme, de l'existentialisme et du péronisme à l'université de Buenos Aires, université qui était une source d'inspiration intellectuelle pour les contemporains de Masotta.
À l'université en tant qu'étudiant en philosophie, Oscar Masotta commence à lire la revue française Les Temps modernes. Par ce journal, il s'était familiarisé avec la pensée de Jean-Paul Sartre, de Maurice Merleau-Ponty et de Jean-Bertrand Pontalis. Ensemble, avec un groupe lié au Centre des étudiants en philosophie, Masotta a commencé à écrire pour le magazine de gauche Contoro. Masotta a formé un trio de critiques et d'essayistes composé de lui-même, Juan José Sebreli et Carlos Correas. Ils étaient attirés par péronisme et une variété sartrienne d'existentialisme.
Au milieu de l'année 1955, Oscar Masotta collabore à deux pièces pour Clase Obrero, une branche du Mouvement communiste ouvrier financée et dirigée par Rodolfo Puiggrós. En 1959, Masotta publie « la phénoménologie de Sartre et une œuvre de Daniel Lagache » (espagnol : La fenomenología de Sartre y un trabajo de Daniel Lagache) dans la revue Centro. Il s'agit de sa première référence écrite à l'œuvre de Jacques Lacan ainsi qu'à la revue La Psychanalyse.

## Publications
- Sexo y traición en Roberto Arlt. Éditeur Jorge Álvarez, Buenos Aires 1965 ;
- El pop art. Éditeur Columba, Buenos Aires 1967 ;
- Introduction intitulée "Reflexiones sobre la historieta" et l'appendice "Evolución de la Historieta Americana" de Técnica de la historieta, Escuela Panamericana de Arte, Buenos Aires, 1967 ;
- Happening. Éditeur Jorge Álvarez, Buenos Aires 1967 ;
- Conciencia y estructura. Éditeur Jorge Álvarez, Buenos Aires 1969 ;
- La historieta en el mundo moderno. Éditeur Paidos, Buenos Aires 1970
- Introducción a la lectura de Jacques Lacan. Éditeur Proteo, Buenos Aires 1977 ;
- Ensayos lacanianos. Éditeur Anagrama, Barcelona 1977 ;
- El modelo pulsional. Éditeur Altazor, Buenos Aires 1980 ;
- Lecciones de psicoanálisis. Colección Extensión Freudiana. Éditeur Argonauta, Barcelona 1982 ;
- Lecturas de Psicoanálisis Freud – Lacan. Réunion des leçons données par Oscar Masotta à Barcelone à partir de 1975. Textes ordonnés et sélectionnés par Marcelo Ramírez Puig et Enric Berenguer. Éditeur Paidós, Buenos Aires 1992 ;
- Revolución en el arte, Pop art, happening y arte en los medios en la década del 60, avec une vaste étude d’introduction d’Ana Longoni. Éditeur Edhasa, Buenos Aires 2004.
- Oscar Masotta. Introducción a la lectura de Jacques Lacan, Buenos Aires : Eterna Cadencia, 2009  (ISBN 978-987-24266-3-7)

## Postérité
En 2017, plusieurs de ses œuvres sont exposées à titre posthume à la documenta 14 à Kassel.